# Шамун, Дани
Дани Шамун (араб. داني شمعون‎;
26 августа 1934, Дейр-эль-Камар — 21 октября 1990, Бейрут) — ливанский правохристианский политик и боевик, командир Милиции Тигров, активный участник гражданской войны в Ливане. В 1985—1990 — председатель Национал-либеральной партии. Младший сын Камиля Шамуна. Вместе с семьёй стал жертвой политического убийства.

## Происхождение
Родился в семье Камиля Шамуна, президента Ливана в 1952—1958, основателя Национал-либеральной партии (НЛП). Принадлежал к влиятельному маронитскому клану. Получил инженерное образование в британском Университете Лафборо.
Долгое время не проявлял интереса к политике. Однако Камиль Шамун желал, чтобы сыновья продолжали семейную традицию и стали государственными деятелями. Включиться в политическую жизнь Д. Шамуна побудила ливанская гражданская война, начавшаяся в 1975 году.

## В гражданской войне

### Командир «Тигров»
В 1976 году возглавил Милицию Тигров — вооружённые формирования НЛП. Это совпадало с традицией правохристианских организаций Ливана: вооружёнными формированиями фалангистов командовал Башир Жмайель, младший сын основателя Катаиб Пьера Жмайеля, формированием Марада — Тони Франжье, сын президента Сулеймана Франжье.
«Тигры» Шамуна-младшего активно участвовали в боях с ООП и ПСП. Дани Шамун был среди руководителей осады и штурма палестинского лагеря Тель-Заатар. Отмечалось, что «Тигры» проявляли большую агрессивность к мусульманскому населению, нежели фалангисты Катаиб. Вместе с Катаиб, Стражами кедров, организацией Танзим «Тигры» сформировали Ливанские силы — военное крыло правохристианской коалиции Ливанский фронт. В 1978, когда возник конфликт между «Ливанским фронтом» и Сирией, «Тигры» участвовали в Стодневной войне правохристианских формирований против сирийских войск.

### Конфликт с фалангистами. Эмиграция и возвращение
К 1980 году резко осложнились отношения между Катаиб и НЛП. Важную роль в этом играло личное соперничество между Баширом Жмайелем-младшим и Дани Шамуном-младшим: оба претендовали на «единство винтовки» — единоличное командование правохристианскими вооружёнными силами. При этом Камиль Шамун-старший был недоволен чрезмерной самостоятельностью сына и не возражал против силовой акции в отношении подчинённых Д. Шамуну формирований.
7 июля 1980 фалангисты учинили Резню в Сафре — массовое убийство активистов НЛП, в том числе боевиков «Тигров». Самому Д. Шамуну при этом дали возможность уехать из Сафры — дабы не создавать непримиримой вражды между партийными патриархами — Пьером Жмайелем и Камилем Шамуном. Д. Шамун скрылся сначала у суннитских союзников в мусульманском Западном Бейруте. На короткое время он вступил в союз с сирийцами и палестинцами (сделав при этом пафосное заявление о недопустимости эгоистических и беспринципных действий). Затем покинул Ливан. «Милиция Тигров» была расформирована, в правохристианском лагере утвердилось главенство фалангистской партии Катаиб и семейства Жмайель.
В августе 1982 года Башир Жмайель был избран президентом Ливана. В сентябре он погиб в результате теракта, предположительно организованного сирийскими спецслужбами. Незадолго до смерти он предложил Шамуну-младшему вернуться в Ливан. Д. Шамун принял это предложение уже после гибели Б. Жмайеля.

### Лидер национал-либералов
С 1983 по 1985 Д. Шамун занимал пост генерального секретаря НЛП. В 1985 году Камиль Шамун уступил ему председательство в НЛП (в 1987 Шамун-старший скончался). В целом продолжал политику своего отца. Приоритетным вопросом для него являлось восстановление суверенитета Ливана. По этой причине он конфликтовал с Сирией и отчасти с Израилем.
В 1988 инициировал восстановление коалиции «Ливанский фронт». Тогда же выдвинул свою кандидатуру на пост президента Ливана, но её заблокировали сирийские оккупационные власти.
Решительно выступил против Таифских соглашений 1989 года о политическом урегулировании. Эти договорённости он считал легитимацией сирийского контроля над Ливаном и неправомерным усилением позиций мусульманской общины. Поддерживал генерала Мишеля Ауна в его противоборстве с сирийцами, а затем — с лидером «Ливанских сил» Самиром Джааджаа (несмотря на то, что Джааджаа занимал бескомпромиссно антисирийские позиции).
Отказался признать правительство, сформированное в соответствии с Таифскими соглашениями. Он устанавливал связи с властями Ирака в противовес Сирии.

## Убийство
21 октября 1990 года был убит в своём бейрутском доме вместе с женой и двумя малолетними сыновьями. Убийцы вошли в дом под видом военнослужащих ливанской армии.
Убийство Д. Шамуна, его жены и детей было «столь жестоким, что шокировало даже закалённых войной ливанцев». Однако обстановка не благоприятствовали объективному расследованию преступления. Сирийский режим плотно контролировал положение в Ливане. Важную роль играл и международный контекст. Шла Война в Персидском заливе, приближалась Операция «Буря в пустыне». Президент Сирии Хафез Асад поддержал антисаддамовскую коалицию, тогда как Д. Шамун позиционировался как партнёр Саддама Хусейна (хотя не в плане поддержки захвата Кувейта).
Обвинение в убийстве Д. Шамуна и его семьи было предъявлено Самиру Джааджаа. В 1995 году С. Джааджаа был приговорён к смертной казни с заменой на пожизненное заключение. Этот вердикт многими рассматривался как неправомерный и политически мотивированный. Дори Шамун — брат Дани, заменивший его на посту председателя НЛП — выражал уверенность в невиновности Джааджаа и возлагал ответственность за убийство брата на сирийские спецслужбы.
В ходе Кедровой революции 2005 года С. Джааджаа был освобождён, обвинение в убийстве Дани Шамуна с него снято.
Известный фалангистский боевик Роберт Хатем убеждён, что убийство Дани Шамуна организовал Элие Хобейка по заданию сирийских спецслужб (сам Хатем был тогда начальником охраны Хобейки и договаривался о тайной встрече своего босса с Шамуном).

## Семейная жизнь
Д. Шамун был дважды женат. В первом браке (1958—1983) он состоял с австралийской топ-моделью Пэтти Морган. В Бейруте Пэтти Шамун создала первое на Ближнем Востоке модельное агентство, вела богемную жизнь, вызывавшую у ливанцев «возмущение и тайный восторг». Свёкор Камиль Шамун выражал недовольство тем, что публичные появления Пэтти отвлекали внимание от партийных мероприятий. Гражданская война, убийства близких, разрушение дома и бизнеса шокировали Пэтти и привели к её разводу с Дани.
Трейси Шамун, дочь Дани и Пэтти — известная ливанская писательница и политическая активистка. Участвовала в расследовании убийства отца и его второй семьи.
Второй женой Д. Шамуна (1983—1990) была ливанка немецкого происхождения Ингрид Шамун. Она погибла вместе с мужем и двумя сыновьями — Тареком и Жюлианом. Дочь Тамара, которой тогда ещё не исполнилось года, была не замечена убийцами и осталась жива.
Дани Шамун описывался журналистами как

импозантный, светловолосый, похожий на голливудского актёра в роли яркого молодого сенатора.